# Северна Остроботнија
Северна Остроботнија (фин. Pohjois-Pohjanmaa, швед. Norra Österbotten) је округ у Финској, у средишњем делу државе. Седиште округа је град Оулу, а значајан је и град Рахе.

## Положај округа
Округ Северна Остроботнија се налази у средишњем делу Финске. Њега окружују:
- са севера: Финска Лапонија,
- са североистока: Русија (Република Карелија),
- са истока: Округ Кајину,
- са југоистока: Округ Северна Савонија,
- са југа: Округ Средишња Финска,
- са југозапада: Округ Средишња Остроботнија,
- са запада: Ботнијски залив Балтичког мора.

## Природне одлике
Рељеф: Округ припада историјској области Остроботнији, где чини њен највећи, средишњи и северни део. У округу Северна Остроботнија преовлађују равничарска подручја на приморском западу округа, док је исток бреговит до брдски. Надморска висина се креће 0-490 м.
Клима у округу Северна Остроботнија влада субполарна клима.
Воде: Северна Остроботнија је приморски округ Финске. На западу округ излази на Ботнијски залив Балтичког мора. Обала је веома разуђена, са бројним острвима, полуострвима и заливима. У унутрашњости округа постоји низ ледничких језера, посебно на истоку округа. Најважније реке су Оулујоки и Ијоки.

## Становништво
По подацима 2011. године у округу Северна Остроботнија живело је близу 400 хиљаде становника. Од 2000. године број становника у округу је порастао за готово 10%.
Густина насељености у округу је 11 становника/км², што је осетно мање од државног просека (16 ст./км²). Западни део округа, који је уз море и нижи, је много боље насељен него унутрашњост на истоку, која је у вишим и пограничним деловима готово пуста.
Етнички састав: Финци су до традиционално становништво округа. Последњих деценија овде населио и значајан број усељеника.

## Општине и градови
Округ Северна Остроботнија има 34 општине, од којих 11 носе звање града (означене задебљаним словима). То су:
| - Алавјеска - Виханти - И - Или-И - Иливјеска - Калајоки - Кемпеле - Керсемеки - Киминки | - Кусамо - Лиминка - Лумијоки - Меријерви - Мухос - Нивала - Оулајнен - Оулу - Оулунсало | - Пихејерви - Пихајоки - Пихенте - Пудасјерви - Рахе - Рејсјерви - Сијеви - Сикајоки | - Сикалатва - Таивакоски - Тирневе - Утајерви - Хапајерви - Хапавеси - Хајлуото - Хаукипудас |

Градска подручја са више од 10 хиљада становника су:
- Оулу - 171.000 становника,
- Рахе - 19.000 становника,
- Иливјеска - 11.000 становника,
- Кусамо - 10.000 становника.